# اسکات موریسون (بازیکن فوتبال)
اسکات موریسون (انگلیسی: Scott Morrison؛ زادهٔ ۲۳ مهٔ ۱۹۸۴) ورزشکار فوتبال اهل بریتانیا است.
از باشگاه‌هایی که در آن بازی کرده‌است می‌توان به باشگاه فوتبال آبردین و باشگاه فوتبال فینیکس رایزینگ اشاره کرد.
وی همچنین در تیم ملی فوتبال Scotland U21 بازی کرده‌است.